# كارول جيبسون
كارول جيبسون (بالإنجليزية: Carroll Gibson)‏ هو سياسي أمريكي، ولد في 26 مايو 1945. حزبياً، نشط في الحزب الجمهوري.